# Макхью, Грег
Грег Макхью (англ. Greg McHugh, род. 1980 год) — шотландский актёр и сценарист. Известен как создатель, сценарист и звезда комедийного сериала «Gary: Tank Commander». Также играет Говарда в сериале «Fresh Meat».

## Ранняя жизнь и образование
МакХью обучался в школе St Thomas of Aquins RC High School (Эдинбург), после чего окончил Университет Стирлинга и Королевскую Консерваторию Шотландии в Глазго.

## Карьера
Грег первый раз появляется на экранах в 2002 году в качестве участника британского шоу «So You Think You're Funny?» в котором он дошёл до финала.
В 2008 году был номинирован на BAFTA Scottish Awards как сценарист «Gary: Tank Commander».
В 2010 году Макхью снимается в последнем эпизоде третьего сезона английского ситкома «Как не стоит жить».
В 2011 и 2012 годах он исполняет роль Говарда в драмеди «Fresh Meat» и продолжит сниматься в третьем сезоне.

## Фильмография
| Год       |    | Русское название                  | Оригинальное название     | Роль                      |
| --------- | -- | --------------------------------- | ------------------------- | ------------------------- |
| 2007      | с  |                                   | en:Comedy Lab             |                           |
| 2009—2012 | с  |                                   | en:Gary: Tank Commander   | Gary McLintoch, сценарист |
| 2010      | с  | Как не стоит жить                 | How Not to Live Your Life | Randy                     |
| 2010      | с  |                                   | en:Rab C. Nesbitt         | Liam O'Hagan              |
| 2011—2013 | с  | Свежее мясо                       | Fresh Meat                | Говард / Howard           |
| 2012      | мф |                                   | Phone Home                | Астронавт                 |
| 2012—2013 | с  | Боб Сервант, независимый кандидат | Bob Servant Independent   | Anders                    |
| 2013      | с  | Свидания                          | Dates                     | Callum                    |
| 2018      | с  | Открытие ведьм                    | A Discovery of Witches    | Хэмиш Осборн              |